# Edgard
Edgard es un lugar designado por el censo ubicado en la parroquia de St. John the Baptist en el estado estadounidense de Luisiana. En el Censo de 2010 tenía una población de 2441 habitantes y una densidad poblacional de 66,56 personas por km².

## Geografía
Edgard se encuentra ubicado en las coordenadas 30°1′51″N 90°32′48″O / 30.03083, -90.54667. Según la Oficina del Censo de los Estados Unidos, Edgard tiene una superficie total de 36.67 km², de la cual 30.04 km² corresponden a tierra firme y (18.09%) 6.64 km² es agua.

## Demografía
Según el censo de 2010, había 2441 personas residiendo en Edgard. La densidad de población era de 66,56 hab./km². De los 2441 habitantes, Edgard estaba compuesto por el 4.55% blancos, el 94.43% eran afroamericanos, el 0.04% eran amerindios, el 0% eran asiáticos, el 0% eran isleños del Pacífico, el 0.33% eran de otras razas y el 0.66% pertenecían a dos o más razas. Del total de la población el 0.82% eran hispanos o latinos de cualquier raza.